# Жуковський Сергій Йосипович
Сергій Йосипович Жуковський (5 липня 1904, Калинівка, тепер Вінницької області — ?) — радянський партійний діяч, секретар Вінницького обласного комітету КП(б)У.

## Біографія
З жовтня 1926 року служив у Червоній армії.
Член ВКП(б). 
Перебував на відповідальній партійній роботі.
З 1938 до травня 1939 року — 1-й секретар Чечельницького районного комітету КП(б)У Вінницької області.
У травні 1939 — лютому 1940 року — 3-й секретар Вінницького обласного комітету КП(б)У.
У лютому 1940 — липні 1941 року — секретар Вінницького обласного комітету КП(б)У із кадрів.
З липня 1941 року — в Червоній армії, учасник німецько-радянської війни. Перебував на політичній роботі в 17-й та 53-й стрілецьких дивізіях Західного фронту, служив заступником начальника політичного відділу тилових частин і закладів 43-ї армії 1-го Прибалтійського фронту.
У травні 1944 — січні 1947 року — секретар Вінницького обласного комітету КП(б)У із кадрів.
Подальша доля невідома. На 1985 рік — персональний пенсіонер.

## Звання
- підполковник

## Нагороди
- орден Вітчизняної війни ІІ ст. (6.04.1985)
- орден Червоної Зірки (31.12.1943)
- медаль «За оборону Москви» (1944)
- медаль «За перемогу над Німеччиною у Великій Вітчизняній війні 1941—1945 рр.» (1946)
- медалі